# Catamixis
Catamixis là một chi thực vật có hoa trong họ Cúc (Asteraceae).

## Loài
Chi Catamixis gồm các loài: